# Park Royal (metrostation)
Park Royal is een station van de metro van Londen aan de Piccadilly Line dat is geopend in 1931.

## Geschiedenis
Op 23 juni 1903 kreeg de District Railway (DR), de latere District Line, een noordtak vanuit Ealing Common naar Park Royal & Twyford Abbey, waar kort daarvoor het terrein voor tuinbouwtentoonstellingen was geopend door de Royal Agricultural Society. Dit station lag vlak ten noorden van de "New North Main Line" (NNML), ter hoogte van de oostkop van Bispham Road. Op 28 juni 1903 volgde de verlenging van deze tak tot South Harrow en in 1905 was de noordtak het eerste deel van de District Railway dat geëlektrificeerd werd. In 1910 werd de noordtak bij Rayners Lane aangesloten op de Metropolitan Railway en werd Uxbridge het nieuwe eindpunt van de DR. 
In 1925, twee jaar na de grote reorganisatie van de Britse spoorwegen, gaf de LNER haar verzet tegen de verlenging van de Great Northern Piccadilly and Brompton Railway (GNP&BR) aan de oostkant van de stad op waarmee de weg vrij kwam voor verlengingen van die lijn aan beide uiteinden. De westelijke verlenging bestond uit eigen sporen tussen Hammersmith en Acton Town en de overname van de noordtak van de DR. De werkzaamheden voor de verlenging van de GNP&BR begonnen in 1929 en omvatten onder andere de vervanging van de meeste stations van de noordtak door exemplaren ontworpen door Charles Holden. Voor Park Royal betekende dit dat er ten zuiden van de NNML een nieuw station kwam en het station uit 1903 zou worden gesloten. Het station uit 1903 werd op 5 juli 1931 gesloten en de volgende ochtend konden de reizigers van de nieuwe perrons gebruik maken. Op 4 juli 1932 werden de diensten van de DR op de noordtak overgenomen door de GNP&BR.
Op 1 juli 1933 werd het openbaar vervoer in Londen genationaliseerd in de London Passenger Transport Board (LPTB), waardoor alle metrolijnen in één hand kwamen. LPTB voorzag alle voormalige metrolijnen van een naam met als uitgang Line; zodoende werd de GNP&BR-lijn de Piccadilly Line.

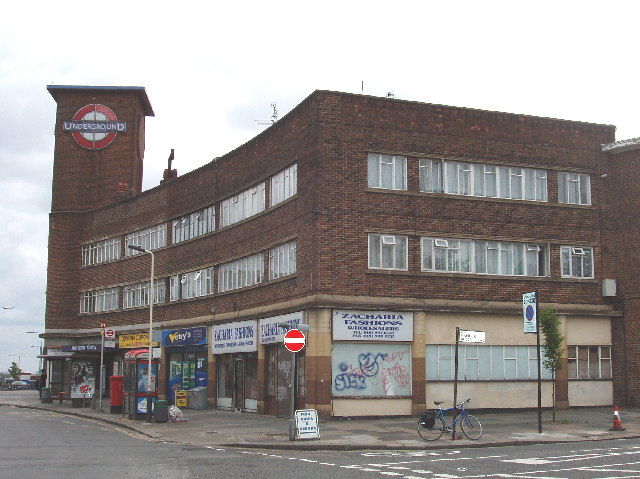
Het oostelijke kantoor/winkelgebouw naast het station
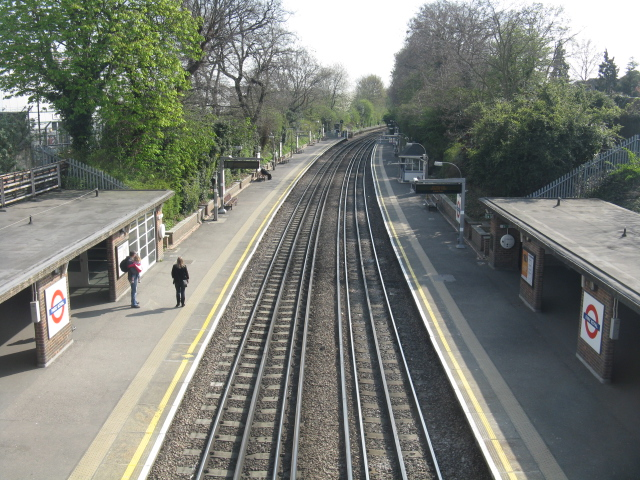
Een blik naar het zuiden vanuit de loopbrug tussen de trappenhuizen
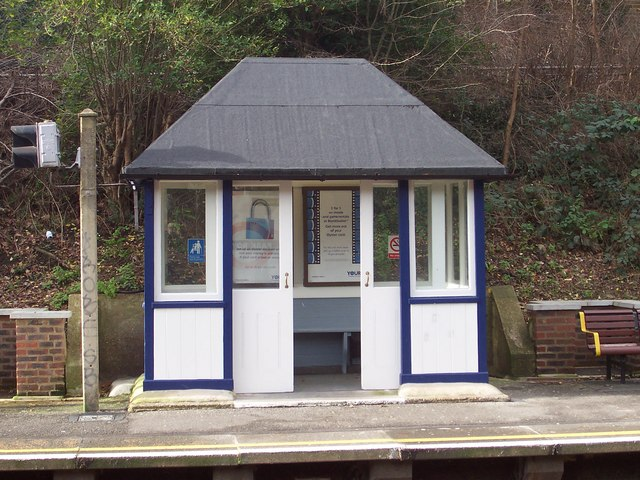
Abri op het perron voor de metro's naar Uxbridge

## Ligging en inrichting
Het station ligt aan de zuidkant van de oost-west lopende Western Avenue (A40) , omgeven door de woonwijken van Ealing en het bedrijventerrein Park Royal. Er is een voetgangerstunnel onder de A40 vlak ten oosten van het station waarmee reizigers van en naar het bedrijfsterrein kunnen. De perrons bij de Western Avenue moesten het de eerste vier jaar doen met een tijdelijk station in afwachting van de voltooiing van het gebouw van Welch & Lander. Zij ontwierpen het in een Art Deco /Streamline-stijl zoals destijds gebruikelijk voor de hoofdarchitect van de underground, Charles Holden. Het stationsgebouw is opgebouwd uit een reeks eenvoudige onderling verbonden geometrische vormen. Effen rode bakstenen muren worden geaccentueerd met grote horizontale en verticale raampartijen. De grote ronde stationshal met hoge ramen biedt toegang tot de trappen naar de respectievelijke perrons. De trappen zijn ondergebracht in trappenhuizen met een getrapt dak en glazen wanden. De perrons liggen in dit station niet waterpas maar lopen af vanaf het stationsgebouw naar het zuiden. Naast de stationshal staat een hoge vierkante toren met het Underground logo zodat het station al van verre te vinden is. Het permanente gebouw werd in 1936 geopend en van 1 maart 1936 tot 1947 heette het station Park Royal (Hanger Hill) als verwijzing naar de wijk naast het station. Ten westen van het station staan twee gebogen winkel- en kantoorgebouwen met twee verdiepingen gebouwd in dezelfde stijl als het station aan weerszijden van Heathcroft.

## Gebiedsontwikkeling
De plannen van de burgemeester voor het gebied omvatten verbeteringen aan de toegang tot het station. In 2018 werd aangekondigd dat het station tegen 2022 rolstoeltoegankelijk zou zijn als onderdeel van een investering van £ 200 miljoen om het aantal toegankelijke stations op de metro te vergroten. First Central, de projectontwikkelaar van het bedrijventerrein bij Park Royal, kwam met een plan voor een nieuw station aan de Central Line ter hoogte van de kruising met de Piccadilly Line vlak ten noorden van het station. Dit zou het bedrijventerrein hebben gediend en een knooppunt op loopafstand bieden van metrostation Park Royal. Vooralsnog zal dit een plan blijven omdat London Underground heeft gezegd dat de vervoersvoordelen van dat station niet hoog genoeg zijn om de bouwkosten te rechtvaardigen.

## Reizigersdienst
De normale dienst tijdens de daluren omvat:
- 6 ritten per uur naar Cockfosters
- 3 ritten per uur naar Uxbridge via Rayners Lane
- 3 ritten per uur naar Rayners Lane

Tijdens de spits geldt:
- 12 ritten per uur naar Cockfosters
- 8 ritten per uur naar Uxbridge via Rayners Lane
- 4 ritten per uur naar Rayners Lane